# Esqui cross-country nos Jogos Paralímpicos de Inverno de 2010
As competições do esqui cross-country nos Jogos Paraolímpicos de Inverno de 2010 foram realizadas no Parque Paraolímpico de Whistler entre 14 e 21 de março.

## Calendário
| Março               | 12 | 13 | 14 | 15 | 16 | 17 | 18 | 19 | 20 | 21 |
| ------------------- | -- | -- | -- | -- | -- | -- | -- | -- | -- | -- |
| Esqui cross-country |    |    | 2  | 4  |    |    | 6  |    | 2  | 6  |

|  | Dia de competição |  | Dia de final |

## Eventos
| Masculino - Velocidade 1 km (atletas sentados, em pé e deficientes visuais) - 10 km (atletas sentados, em pé e deficientes visuais) - 15 km (atletas sentados) - 20 km (atletas em pé e deficientes visuais) - Revezamento 1x4km + 2x5km | Feminino - Velocidade 1 km (atletas sentadas, em pé e deficientes visuais) - 5 km (atletas sentadas, em pé e deficientes visuais) - 10 km (atletas sentadas) - 15 km (atletas em pé e deficientes visuais) - Revezamento 3x2,5 km |

## Medalhistas
Masculino
| Evento                              | Evento                              | Ouro                                                       | Prata                                                             | Bronze                                                          |
| ----------------------------------- | ----------------------------------- | ---------------------------------------------------------- | ----------------------------------------------------------------- | --------------------------------------------------------------- |
| Velocidade detalhes                 | Atletas sentados                    | Sergey Shilov RUS Rússia                                   | Irek Zaripov RUS Rússia                                           | Vladimir Kiselev RUS Rússia                                     |
| Velocidade detalhes                 | Atletas em pé                       | Yoshihiro Nitta JPN Japão                                  | Kirill Mikhaylov RUS Rússia                                       | Ilkka Tuomisto FIN Finlândia                                    |
| Velocidade detalhes                 | Deficientes visuais                 | Brian McKeever CAN Canadá                                  | Nikolay Polukhin RUS Rússia                                       | Zebastian Modin SWE Suécia                                      |
| 10 km detalhes                      | Atletas sentados                    | Irek Zaripov RUS Rússia                                    | Enzo Masiello ITA Itália                                          | Dzmitry Loban BLR Bielorrússia                                  |
| 10 km detalhes                      | Atletas em pé                       | Yoshihiro Nitta JPN Japão                                  | Kirill Mikhaylov RUS Rússia                                       | Grygorii Vovchynskyi UKR Ucrânia                                |
| 10 km detalhes                      | Deficientes visuais                 | Brian McKeever CAN Canadá                                  | Helge Flo NOR Noruega                                             | Nikolay Polukhin RUS Rússia                                     |
| 15 km detalhes                      | Atletas sentados                    | Irek Zaripov RUS Rússia                                    | Roman Petushkov RUS Rússia                                        | Enzo Masiello ITA Itália                                        |
| 20 km detalhes                      | Atletas em pé                       | Kirill Mikhaylov RUS Rússia                                | Nils-Erik Ulset NOR Noruega                                       | Vladimir Kononov RUS Rússia                                     |
| 20 km detalhes                      | Deficientes visuais                 | Brian McKeever CAN Canadá                                  | Nikolay Polukhin RUS Rússia                                       | Vasili Shaptsiaboi BLR Bielorrússia                             |
| Revezamento 1x4 km + 2x5km detalhes | Revezamento 1x4 km + 2x5km detalhes | Sergey Shilov Kirill Mikhaylov Nikolay Polukhin RUS Rússia | Iurii Kostiuk Grygorii Vovchynskyi Vitaliy Lukyanenko UKR Ucrânia | Trygve Toskedal Larsen Vegard Dahle Nils-Erik Ulset NOR Noruega |

Feminino
| Evento                        | Evento                        | Ouro                                                       | Prata                                                            | Bronze                                                                |
| ----------------------------- | ----------------------------- | ---------------------------------------------------------- | ---------------------------------------------------------------- | --------------------------------------------------------------------- |
| Velocidade detalhes           | Atletas sentadas              | Francesca Porcellato ITA Itália                            | Olena Iurkovska UKR Ucrânia                                      | Liudmila Vauchok BLR Bielorrússia                                     |
| Velocidade detalhes           | Atletas em pé                 | Oleksandra Kononova UKR Ucrânia                            | Shoko Ota JPN Japão                                              | Anna Burmistrova RUS Rússia                                           |
| Velocidade detalhes           | Deficientes visuais           | Verena Bentele GER Alemanha                                | Mikhalina Lysova RUS Rússia                                      | Liubov Vasilyeva RUS Rússia                                           |
| 5 km detalhes                 | Atletas sentadas              | Liudmila Vauchok BLR Bielorrússia                          | Andrea Eskau GER Alemanha                                        | Colette Bourgonje CAN Canadá                                          |
| 5 km detalhes                 | Atletas em pé                 | Oleksandra Kononova UKR Ucrânia                            | Iuliia Batenkova UKR Ucrânia                                     | Larysa Varona BLR Bielorrússia                                        |
| 5 km detalhes                 | Deficientes visuais           | Verena Bentele GER Alemanha                                | Mikhalina Lysova RUS Rússia                                      | Tatiana Ilyuchenko RUS Rússia                                         |
| 10 km detalhes                | Atletas sentadas              | Liudmila Vauchok BLR Bielorrússia                          | Colette Bourgonje CAN Canadá                                     | Olena Iurkovska UKR Ucrânia                                           |
| 15 km detalhes                | Atletas em pé                 | Anna Burmistrova RUS Rússia                                | Iuliia Batenkova UKR Ucrânia                                     | Katarzyna Rogowiec POL Polônia                                        |
| 15 km detalhes                | Deficientes visuais           | Verena Bentele GER Alemanha                                | Liubov Vasilyeva RUS Rússia                                      | Yadviha Skorabahataya BLR Bielorrússia                                |
| Revezamento 3x2,5 km detalhes | Revezamento 3x2,5 km detalhes | Maria Iovleva Mikhalina Lysova Liubov Vasilyeva RUS Rússia | Olena Iurkovska Iuliia Batenkova Oleksandra Kononova UKR Ucrânia | Larysa Varona Liudmila Vauchok Yadviha Skorabahataya BLR Bielorrússia |

## Quadro de medalhas
| Ordem | País             | Medalha de ouro | Medalha de prata | Medalha de bronze |    |
| ----- | ---------------- | --------------- | ---------------- | ----------------- | -- |
| 1     | RUS Rússia       | 7               | 9                | 6                 | 22 |
| 2     | CAN Canadá       | 3               | 1                | 1                 | 5  |
| 3     | GER Alemanha     | 3               | 1                |                   | 4  |
| 4     | UKR Ucrânia      | 2               | 5                | 2                 | 9  |
| 5     | JPN Japão        | 2               | 1                |                   | 3  |
| 6     | BLR Bielorrússia | 2               |                  | 6                 | 8  |
| 7     | ITA Itália       | 1               | 1                | 1                 | 3  |
| 8     | NOR Noruega      |                 | 2                | 1                 | 3  |
| 9     | FIN Finlândia    |                 |                  | 1                 | 1  |
| 9     | POL Polônia      |                 |                  | 1                 | 1  |
| 9     | SWE Suécia       |                 |                  | 1                 | 1  |
| TOTAL | TOTAL            | 20              | 20               | 20                | 60 |